# Piłka nożna w Anglii (1904/1905)
Sezon 1904/1905 był 34. w historii angielskiej piłki nożnej.

## Zwycięzcy poszczególnych rozgrywek klubowych w Anglii
| Rozgrywka       | Zwycięzca        |
| --------------- | ---------------- |
| First Division  | Newcastle United |
| Second Division | Liverpool        |
| FA Cup          | Aston Villa      |

## Rozgrywki ligowe

### First Division
|    |                         | M  | Z  | R  | P  | B+ | B- | RB    | Pkt |
| -- | ----------------------- | -- | -- | -- | -- | -- | -- | ----- | --- |
| 1  | Newcastle United        | 34 | 23 | 2  | 9  | 72 | 33 | 2.182 | 48  |
| 2  | Everton                 | 34 | 21 | 5  | 8  | 63 | 36 | 1.750 | 47  |
| 3  | Manchester City         | 34 | 20 | 6  | 8  | 66 | 37 | 1.784 | 46  |
| 4  | Aston Villa             | 34 | 19 | 4  | 11 | 63 | 43 | 1.465 | 42  |
| 5  | Sunderland              | 34 | 16 | 8  | 10 | 60 | 44 | 1.364 | 40  |
| 6  | Sheffield United        | 34 | 19 | 2  | 13 | 64 | 56 | 1.143 | 40  |
| 7  | Birmingham City         | 34 | 17 | 5  | 12 | 54 | 38 | 1.421 | 39  |
| 8  | Preston North End       | 34 | 13 | 10 | 11 | 42 | 37 | 1.135 | 36  |
| 9  | Sheffield Wednesday     | 34 | 14 | 5  | 15 | 61 | 57 | 1.070 | 33  |
| 10 | Woolwich Arsenal        | 34 | 12 | 9  | 13 | 36 | 40 | 0.900 | 33  |
| 11 | Derby County            | 34 | 12 | 8  | 14 | 37 | 48 | 0.771 | 32  |
| 12 | Stoke City              | 34 | 13 | 4  | 17 | 40 | 58 | 0.690 | 30  |
| 13 | Blackburn Rovers        | 34 | 11 | 5  | 18 | 40 | 51 | 0.784 | 27  |
| 14 | Wolverhampton Wanderers | 34 | 11 | 4  | 19 | 47 | 73 | 0.644 | 26  |
| 15 | Middlesbrough           | 34 | 9  | 8  | 17 | 36 | 56 | 0.643 | 26  |
| 16 | Nottingham Forest       | 34 | 9  | 7  | 18 | 40 | 61 | 0.656 | 25  |
| 17 | Bury                    | 34 | 10 | 4  | 20 | 47 | 67 | 0.701 | 24  |
| 18 | Notts County            | 34 | 5  | 8  | 21 | 36 | 69 | 0.522 | 18  |

### Second Division
|    |                      | M  | Z  | R  | P  | B+ | B- | RB    | Pkt |
| -- | -------------------- | -- | -- | -- | -- | -- | -- | ----- | --- |
| 1  | Liverpool            | 34 | 27 | 4  | 3  | 93 | 25 | 3.720 | 58  |
| 2  | Bolton Wanderers     | 34 | 27 | 2  | 5  | 87 | 32 | 2.719 | 56  |
| 3  | Manchester United    | 34 | 24 | 5  | 5  | 81 | 30 | 2.700 | 53  |
| 4  | Bristol City         | 34 | 19 | 4  | 11 | 66 | 45 | 1.467 | 42  |
| 5  | Chesterfield         | 34 | 14 | 11 | 9  | 44 | 35 | 1.257 | 39  |
| 6  | Gainsborough Trinity | 34 | 14 | 8  | 12 | 61 | 58 | 1.052 | 36  |
| 7  | Barnsley             | 34 | 14 | 5  | 15 | 38 | 56 | 0.679 | 33  |
| 8  | Bradford City        | 34 | 12 | 8  | 14 | 45 | 49 | 0.918 | 32  |
| 9  | Lincoln City         | 34 | 12 | 7  | 15 | 42 | 41 | 1.024 | 31  |
| 10 | West Bromwich Albion | 34 | 13 | 4  | 17 | 57 | 48 | 1.188 | 30  |
| 11 | Burnley              | 34 | 12 | 6  | 16 | 43 | 52 | 0.827 | 30  |
| 12 | Glossop North End    | 34 | 10 | 10 | 14 | 37 | 46 | 0.804 | 30  |
| 13 | Grimsby Town         | 34 | 11 | 8  | 15 | 33 | 46 | 0.717 | 30  |
| 14 | Leicester City       | 34 | 11 | 7  | 16 | 40 | 55 | 0.727 | 29  |
| 15 | Blackpool            | 34 | 9  | 10 | 15 | 36 | 48 | 0.750 | 28  |
| 16 | Port Vale            | 34 | 10 | 7  | 17 | 47 | 72 | 0.653 | 27  |
| 17 | Burton United        | 34 | 8  | 4  | 22 | 30 | 84 | 0.357 | 20  |
| 18 | Doncaster Rovers     | 34 | 3  | 2  | 29 | 23 | 81 | 0.284 | 8   |

M = rozegrane mecze; Z = zwycięstwa; R = remisy; P = porażki; B+ = bramki zdobyte; B- = bramki stracone; RB = stosunek bramek zdobytych do bramek straconych; Pkt = punkty